# Parco nazionale Kruger
Il parco nazionale Kruger (in inglese Kruger National Park, in afrikaans Nasionale Krugerwildtuin) è la più grande riserva naturale del Sudafrica. Si estende su un'area di circa 19600 km² (equivalente all'incirca alla Puglia), con un'estensione di 350 km da nord a sud e 67 km da est a ovest.
A ovest e a sud del parco si trovano le due province sudafricane di Mpumalanga e Limpopo; a nord lo Zimbabwe e a est il Mozambico. Recentemente, il Kruger è entrato a far parte del parco transfrontaliero del Grande Limpopo, che lo unisce al parco nazionale di Gonarezhou dello Zimbabwe e al parco nazionale del Limpopo del Mozambico. Il parco appartiene alla Kruger to Canyons Biosphere (Biosfera dal Kruger ai Canyon), una zona designata dall'UNESCO come "riserva internazionale dell'uomo e della biosfera".

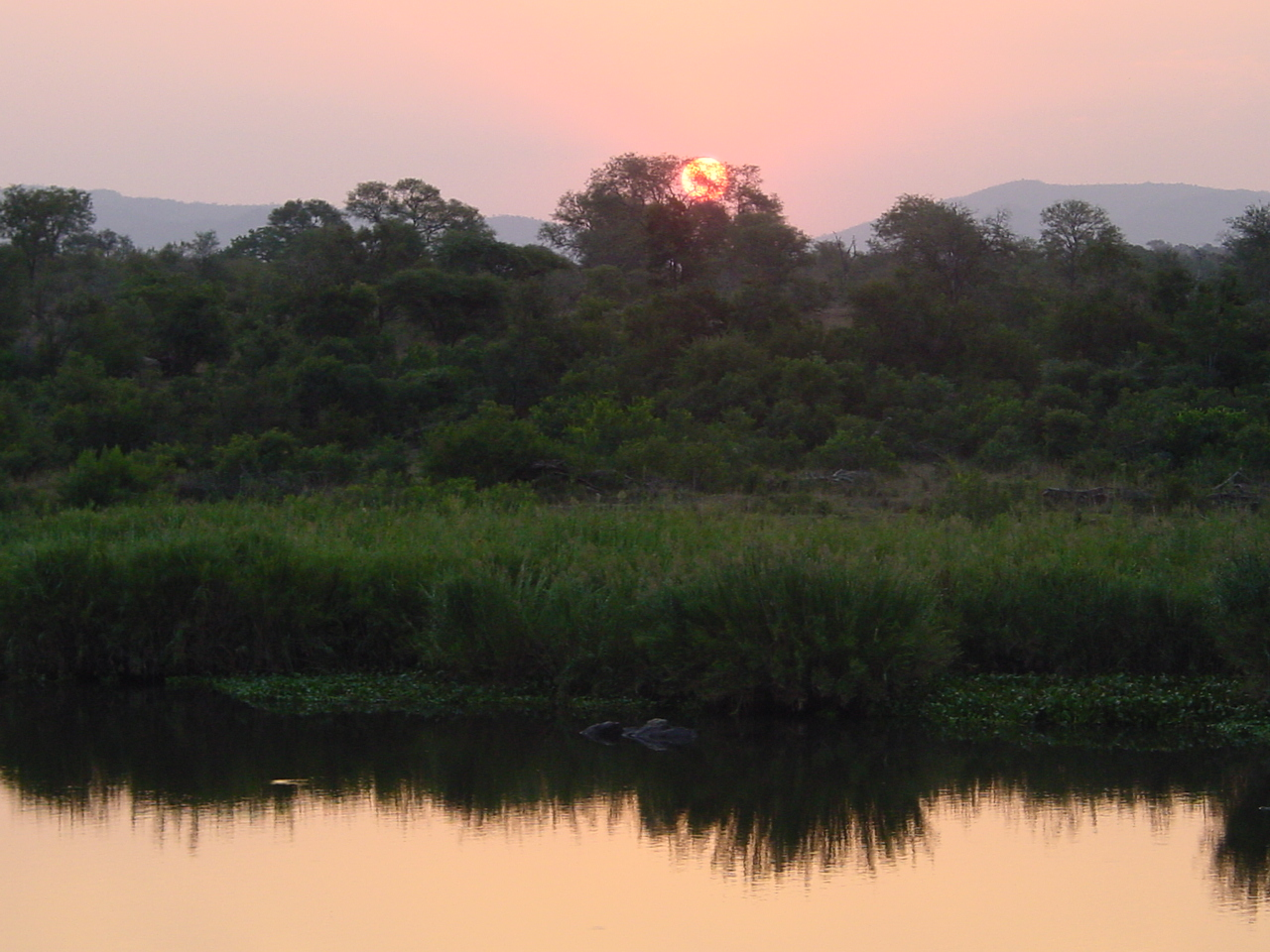
Tramonto sul Crocodile river, Malelane
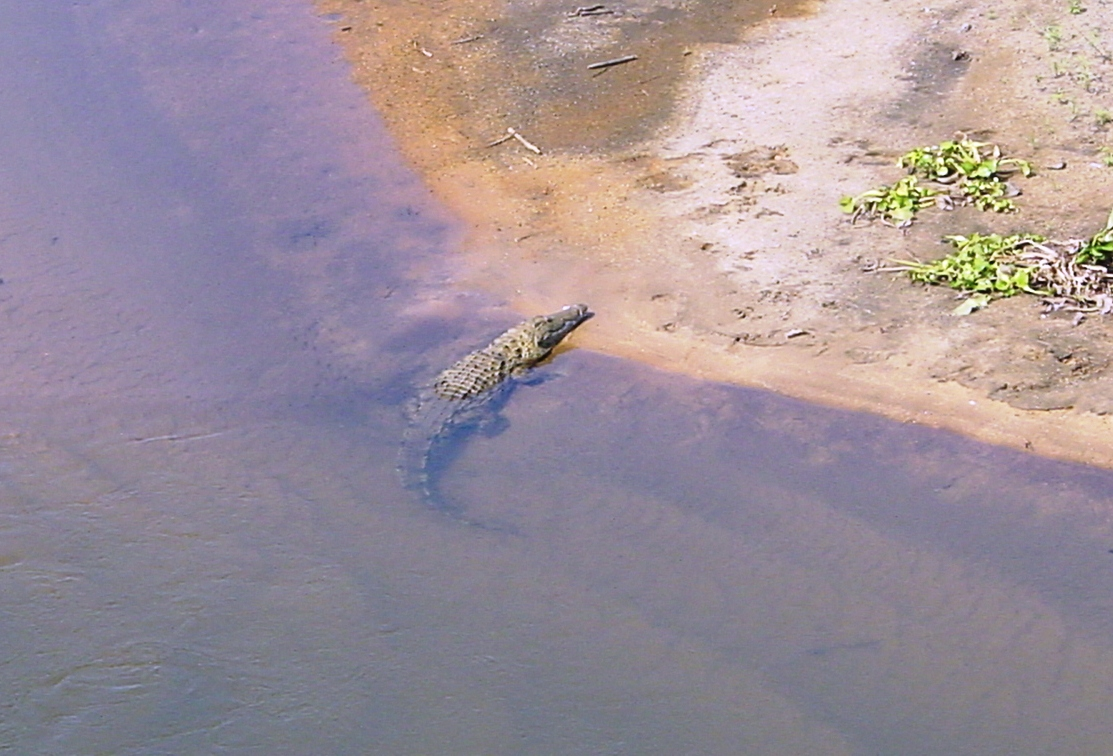
Coccodrillo
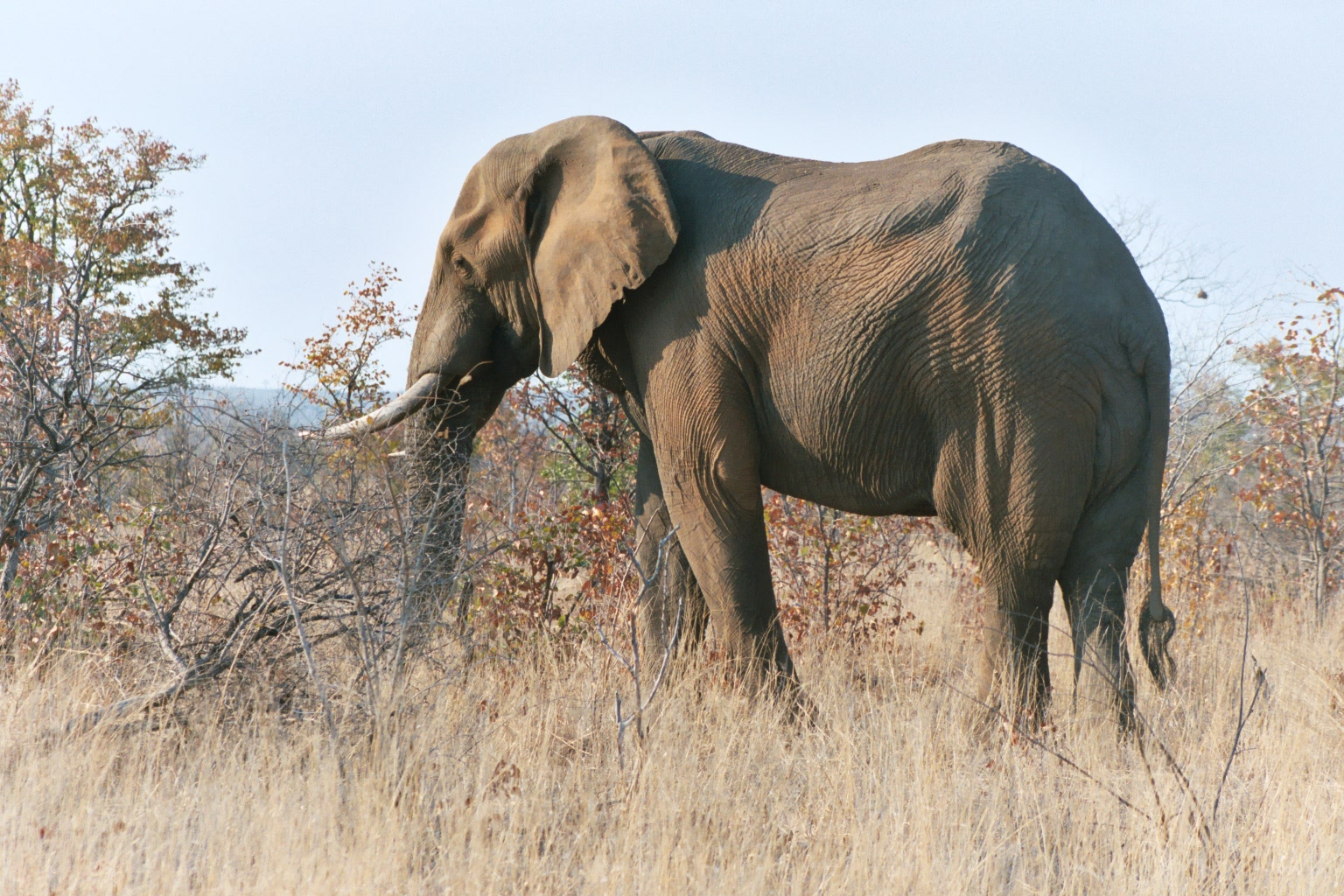
Un elefante della savana del Kruger
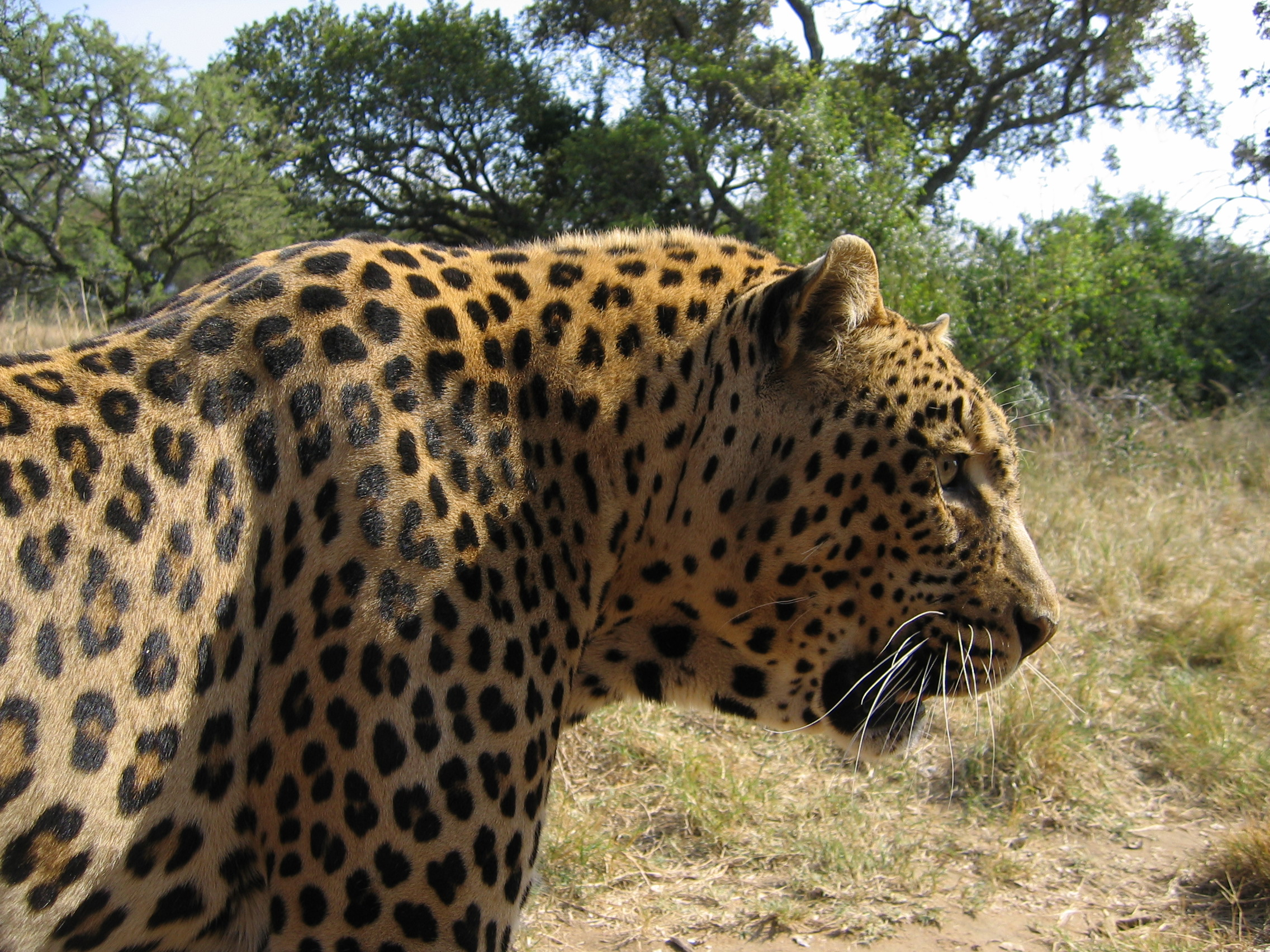
Un leopardo
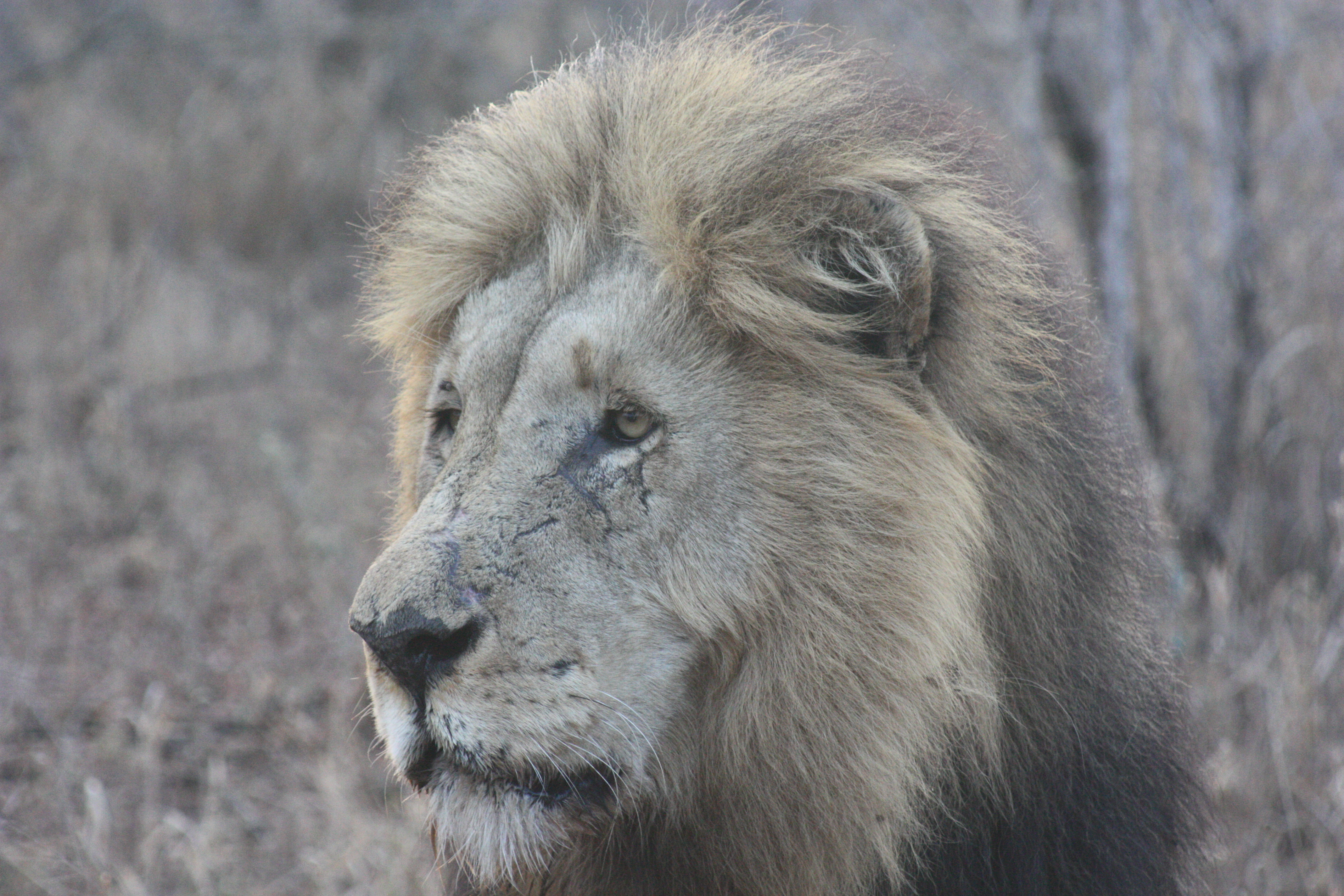
Un leone
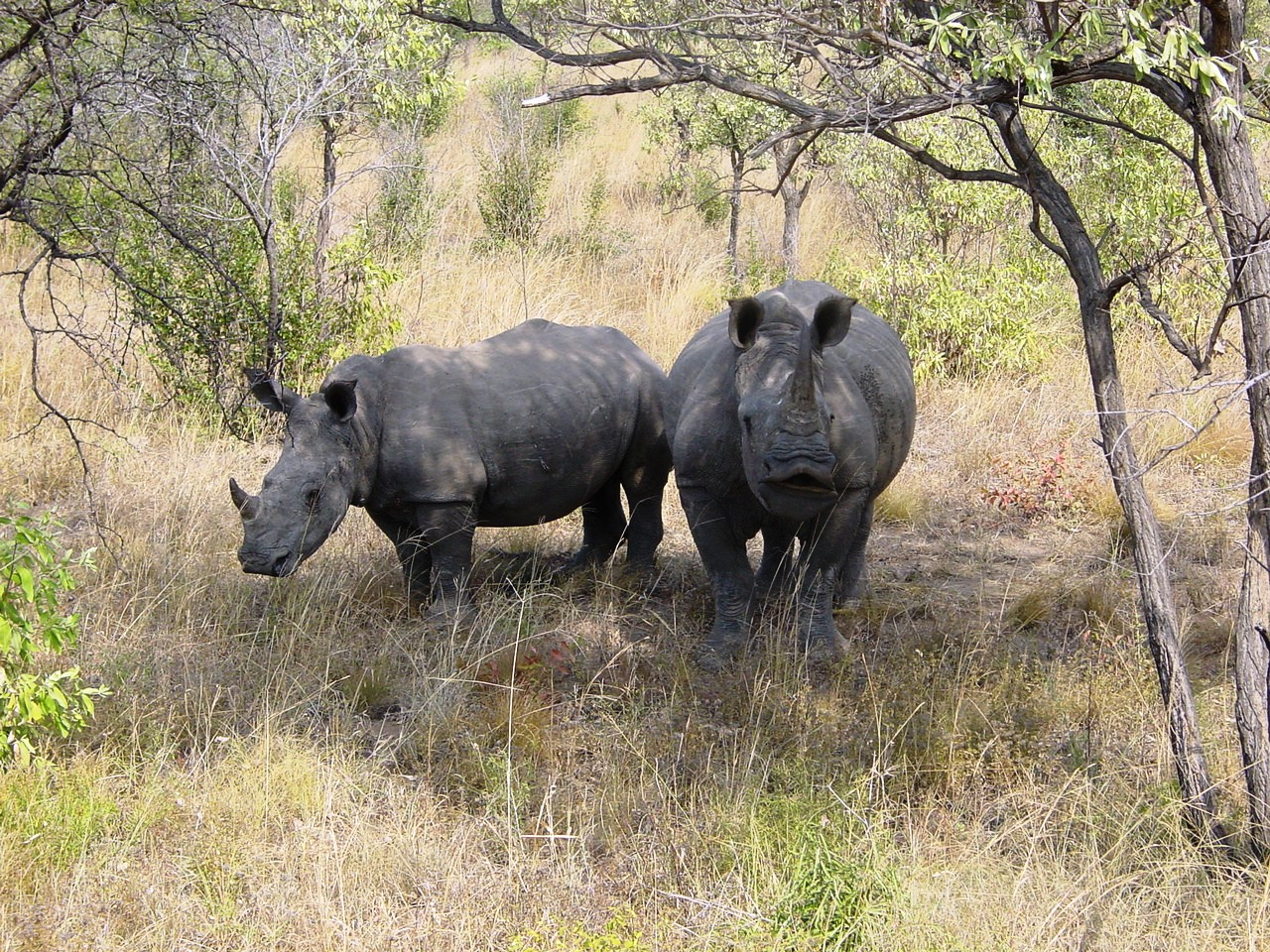
Rinoceronte bianco
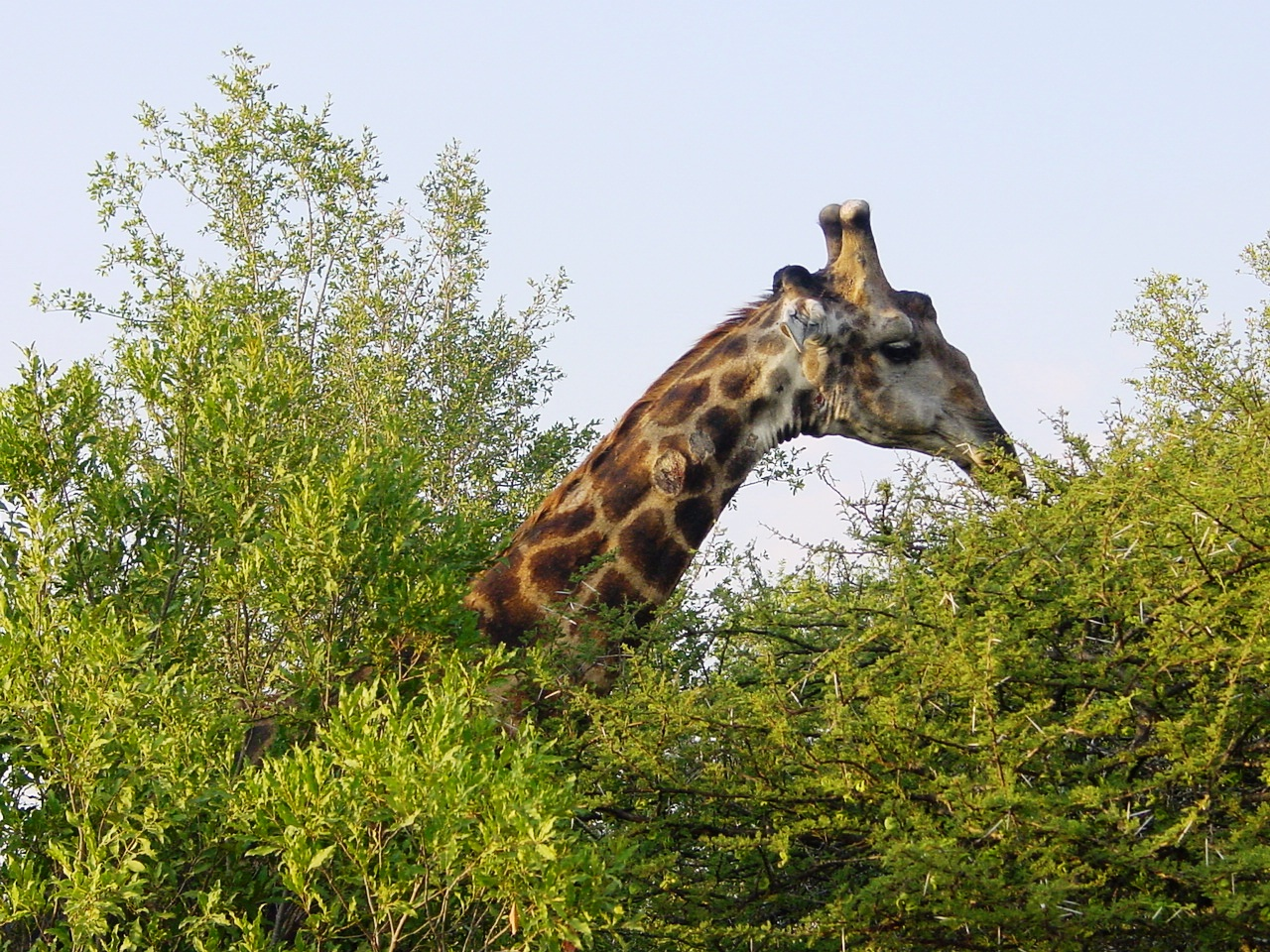
Una giraffa sbuca dalla vegetazione
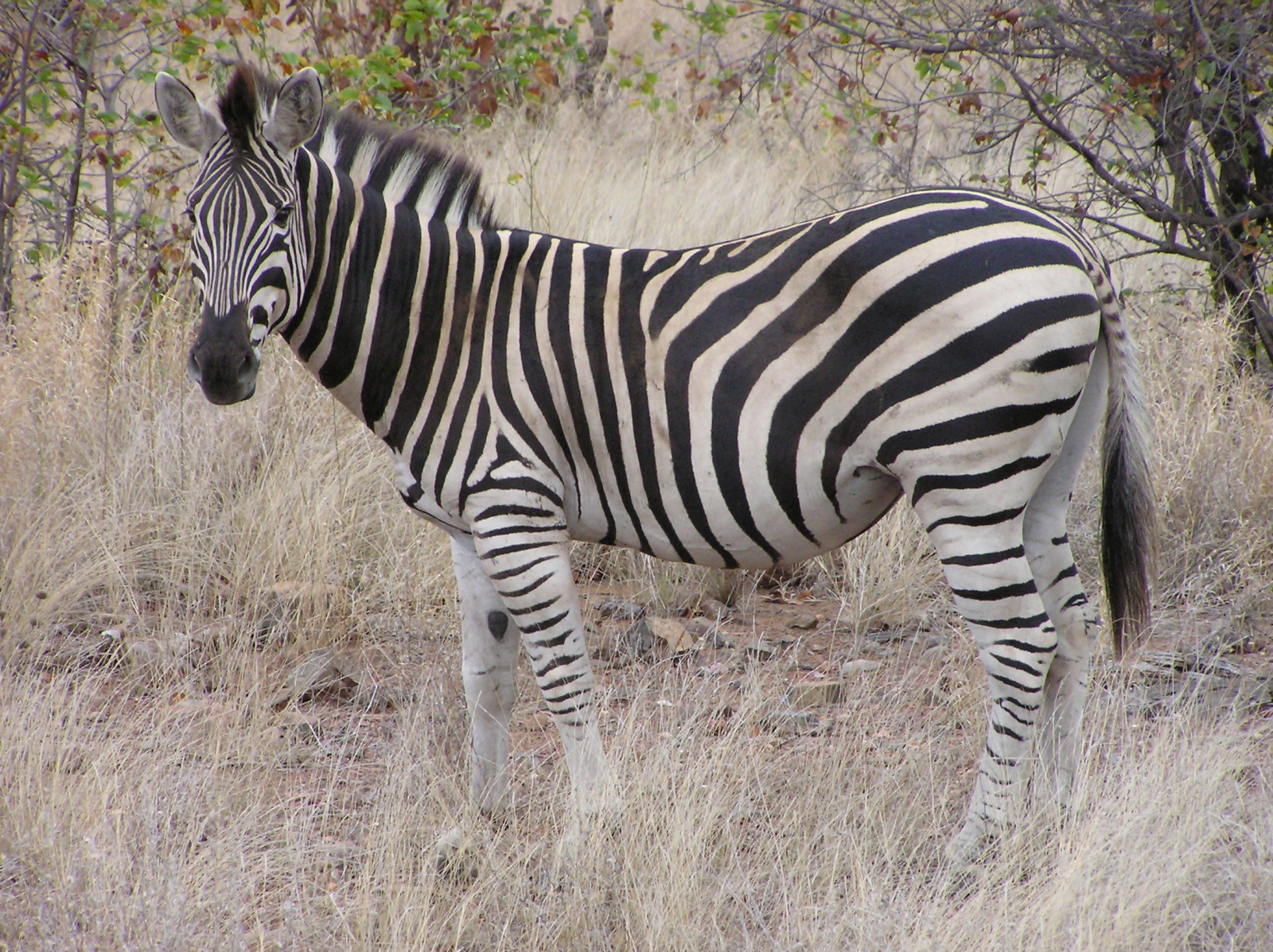
Il Kruger ospita decine di migliaia di zebre

## Storia

### Storia antica della regione
Nella regione del Kruger sono stati trovati reperti che indicano la presenza umana da almeno un milione e mezzo di anni fa. Il popolo San ("boscimani") abita l'area almeno da 100000 anni. Nel III secolo giunsero nella zona popolazioni Nguni, alla ricerca di allevamenti per il loro bestiame; i San furono costretti ad allontanarsi. Nel IX secolo gli Arabi iniziarono le loro scorrerie nella zona per catturare schiavi da esportarsi attraverso i porti dell'Africa orientale. Nella zona nord del parco, nello stesso periodo, fiorì una civiltà la cui presenza è oggi testimoniata dalla cittadella di pietra di Thulamela e dai resti di circa 200 miniere di ferro.

#### Esplorazione europea
Il primo europeo a esplorare la zona fu l'olandese Francois de Cuiper, che guidava una spedizione della Compagnia olandese delle Indie orientali partita dalla Colonia del Capo nel 1725. Cuiper fu scacciato dalla zona da un attacco sferrato ai suoi dalle tribù locali nella zona di Gomondwane.
Intorno al 1838, una spedizione di voortrekker guidata da Louis Trichardt e Hans van Rensburg esplorò il Lowveld. Nel 1845 Giovanni Albasini, un diciottenne italiano, fu il primo colono a insediarsi nella zona, dopo essere naufragato sulle coste del Mozambico. Albasini aprì un negozio vicino a quella che oggi si chiama Pretoriuskop. Circa nello stesso periodo, le carovane iniziarono a percorrere regolarmente la tratta dal Lowveld alla Baia di Delagoa).
L'oro fu trovato nel settembre 1873 a Pilgrim's Rest e nel 1881 a Barberton. Cercatori d'oro iniziarono a riversarsi nella zona, nonostante il pericolo rappresentato da leoni, coccodrilli e malaria. In questo periodo la fauna locale cominciò a essere seriamente minacciata dai cacciatori europei.

### La riserva
Nel 1896 il virus della peste bovina fece strage di gran parte degli animali selvatici e domestici dell'area. Allo scopo di preservare la cacciagione, il Volksraad del Transvaal decise di creare una piccola riserva governativa intorno al fiume Sabie. I primi fondi furono stanziati nel 1898, ma lo scoppio della Seconda guerra boera bloccò il progetto, ripreso solo nel 1902. L'area della riserva fu quasi subito estesa dal Sabi fino al fiume Olifants.
La parte settentrionale della regione divenne a sua volta area protetta nel 1903, con il nome di Singwitsi Game Reserve. Vi era incluso il Crook's Corner (l'"angolo di Crook"), un tratto di terra triangolare racchiuso fra i fiumi Luvuhu e Limpopo e fra i confini di Sudafrica, Mozambico e Zimbabwe; proprio a causa della vicinanza dei tre confini (e la relativa facilità di una fuga all'estero) il "triangolo" era il rifugio ideale di bracconieri, fuggiaschi e latitanti di varia natura. Soprattutto per via del bracconaggio, la fauna nella riserva era prossima all'estinzione. James Stevenson-Hamilton, primo guardiano della riserva, fece in modo che tutti gli abitanti della zona fossero costretti a trasferirsi e iniziò ad abbattere i predatori per consentire alla popolazione di antilopi e altri erbivori di tornare a crescere in numero.

### Il parco nazionale
Nel 1912 la riserva fu attraversata dalla ferrovia. Stevenson-Hamilton riuscì a sfruttare questa situazione, facendo in modo che i viaggiatori si fermassero nella riserva a pranzo e quindi creando un primo embrione di sfruttamento turistico della zona. Nel 1926 l'amministrazione britannica stabilì che la riserva diventasse il primo Parco Nazionale del Sudafrica e, come gesto simbolico di riconciliazione con la popolazione dei coloni dopo la guerra, la ribattezzò "Kruger National Park" in onore del leader boero Paul Kruger.
Il parco fu aperto al pubblico nel 1927 e dopo un inizio piuttosto timido iniziò ad attirare turismo: già nel 1935 si vendettero circa 26000 biglietti d'ingresso. Stevenson-Hamilton smise di abbattere predatori quando si accorse del grande interesse che i leoni suscitavano presso i turisti; egli si ritirò nel 1946, morendo poi nel 1957. Oggi, il parco viene visitato da circa un milione di turisti l'anno.

### Il Kruger moderno
Nel 1991 Robbie Robinson divenne il direttore della South African National Parks Board e intraprese numerose azioni per modernizzare il parco. Una delle sue prime decisioni fu quella di rimuovere le staccionate che delimitavano i confini del Kruger, consentendo così agli animali di spostarsi liberamente dal Kruger alle riserve confinanti. Nel 1998 fu eletto il primo direttore nero del parco, David Mabunda. Nello stesso periodo, il Kruger fu annesso al Parco transfrontaliero del Grande Limpopo. Il 21 ottobre del 2002 fu aperto nei pressi di Mbombela (a circa 63 km dal parco) l'aeroporto internazionale Kruger Mpumalanga, un aeroporto che (a dispetto del nome) al momento riceve voli principalmente da Durban, Città del Capo e Johannesburg.

## Flora
Il Kruger Park è suddiviso in 6 ecosistemi con diversi tipi di vegetazione, dai fitti boschi di acacie e sicomori del sudovest alla savana della regione centrale. Complessivamente, il parco ospita circa 1900 specie di piante.

## Fauna
Il Kruger ospita tutti i membri del gruppo dei big five con una stima di 2500 bufali, 1000 leopardi, 1500 leoni, 5000 rinoceronti (sia neri che bianchi) e 12000 elefanti. Altri mammiferi presenti nel parco includono zebre di Burchell, ghepardi, licaoni, giraffe, kudu, ippopotami, impala, molte specie di antilopi, iene, facoceri, gnu e via dicendo.
Nell'ultimo ventennio circa il parco ha sofferto di un'eccessiva crescita della popolazione degli elefanti, che crea notevoli problemi all'ecosistema. A partire dal 1989 il parco ha preso a vendere sistematicamente i propri elefanti ad altre riserve e dal 1995 ha iniziato ad applicare la somministrazione annuale di farmaci contraccettivi.
Nel parco si trovano inoltre 120 specie di rettili (tra cui circa 5000 coccodrilli), molte specie di serpenti (mamba nero incluso), 52 specie di pesci, 35 di anfibi e oltre 500 diverse specie di uccelli, alcune residenti, altre migratorie o nomadi.